# Неоромантизъм
Неоромантизъм (на немски: Neoromantik) е течение в немската литература ок. 1890 – 1915 г., което схваща себе си като противоположност на Натурализма и се придържа към естетиката на Романтизма.
Неоромантическите писатели предпочитат екзотични места на действието (Средновековие, Италия през Ренесанса), обичат чудноватото и тайнствено-магическото, капризното, интересуват се от предания, митове и приказки, създават предимно в лириката текстове със съвършена форма и изискан език.
Неоромантизмът се вдъхновява от Символизма и декадентската литература, има допирни точки с Импресионизма, литературата на Fin de siècle и Сецесиона, който значително е повлиян от Неоромантизма
По-значителни представители на немския Неоромантизъм:
- Герхарт Хауптман „Потъналата камбана“
- Херман Хесе „Степният вълк“
- Хуго фон Хофманстал
- Райнер Мария Рилке
- Рикарда Хух
- Хайнрих Ман